# Makiko Watanabe

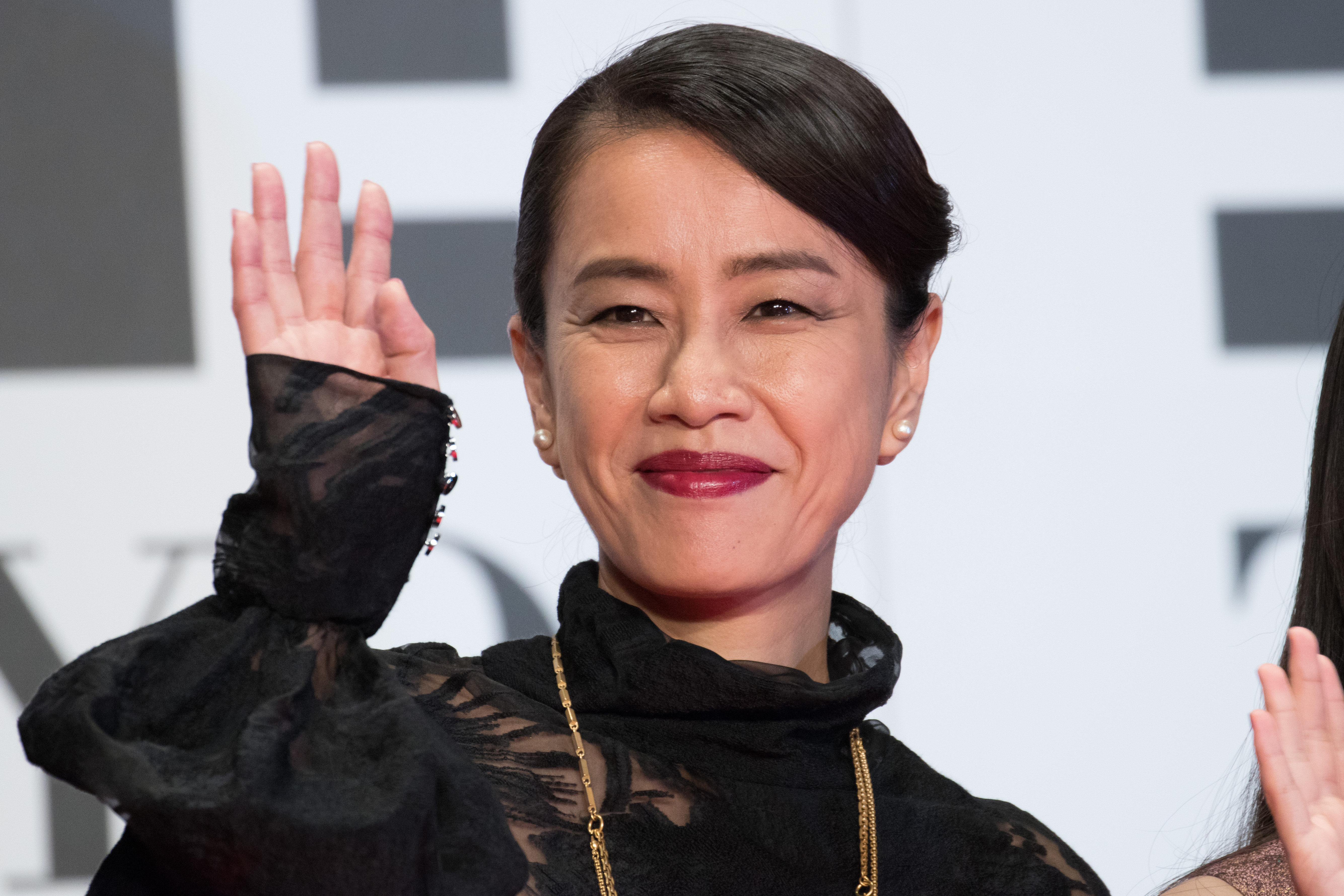
Makiko Watanabe auf dem Tokyo International Film Festival 2016

Makiko Watanabe (jap. 渡辺 真起子, Watanabe Makiko; * 14. September 1968 in Tokio) ist eine japanische Schauspielerin.

## Karriere
Makiko Watanabe gab 1996 ihr Schauspieldebüt im Erotik-Thriller XX: Utsukushiki emono in der Rolle der Noriko. 2004 hatte sie eine Rolle im Science-Fiction-Film Zebraman. In der Dramödie Love Exposure (2008) spielte sie als Kaori Fujiwara. Im Liebesfilm Still the Water (2014) mimte sie die Misaki. In der Fernsehserie First Love verkörperte sie die Yukiyo Namiki und in der Serie Drops of God agierte sie als Honoka Tomine. 

## Filmografie (Auswahl)
- 1996: XX: Utsukushiki emono
- 1997: 2/dyuo
- 1999: M/Other
- 1999: Kasôken no onna (Fernsehserie, eine Folge)
- 2000: Isola – Das 13. Gesicht (Isola: Tajuu jinkaku shôjo)
- 2001: Zeitaku na hone
- 2001: Bikyaku meiro
- 2002: Perfect Blue (Yume nara samete...)
- 2004: Zebraman (ゼブラーマン)
- 2004: Tenka (Fernsehserie, 6 Folgen)
- 2004: Kanaria
- 2005: Mata no Hi no Chika
- 2005: Yumeno
- 2006: Inugoe
- 2006: Ichijiku no kao
- 2007: Boku wa imôto ni koi wo suru
- 2007: 14-sai
- 2007: Tana no sumi
- 2007: Mogari no mori
- 2007: Ai no yokan
- 2007: Usagino dansu (Kurzfilm)
- 2008: Love Exposure (愛のむきだし, Ai no Mukidashi)
- 2009: Rosuto gâru
- 2009: Aibou (Fernsehserie, eine Folge)
- 2009: Byakuya
- 2009: Azemichi janpin!
- 2012: Chichi o tori ni
- 2014: Still the Water (2つ目の窓, Futatsume no Mado)
- 2016: 99.9 ~ Keiji Senmon Bengoshi (Fernsehserie, 10 Folgen)
- 2016: Koisaika Miyamoto
- 2017: Yochô: Sanpo suru Shinryakusha (Fernseh-Miniserie, 5 Folgen)
- 2022: First Love (First Love 初恋, First Love Hatsukoi)
- 2023: Drops of God (Fernsehserie, 8 Folgen)

## Auszeichnungen
- 1999: Mainichi Film Award für M/Other[2]